# 女の中にいる他人
『女の中にいる他人』（おんなのなかにいるたにん）は、1966年に公開された日本のサスペンス映画。製作、配給は東宝。モノクロ、東宝スコープ。

## 概要
レバノン系イギリス人作家、エドワード・アタイヤのミステリ小説『細い線』（The Thin Line）を井手俊郎が脚色し、成瀬巳喜男が監督した心理サスペンス映画。成瀬の遺作3部作のひとつ。なお、同小説は1971年にクロード・シャブロルも Juste avant la nuit の題で映画化している。
日本では1981年と2017年に本作をリメイクしたテレビドラマが放送されている（後述）。

## あらすじ
杉本は赤坂で親友の田代が一人で酒を飲んでいるのを偶然見かけ、合流する。その近くで杉本の妻さゆりが何者かに絞殺されていたことをその後知る。犯人がわからないまま時が経つにつれ、田代は気分が落ち込んでいき、ついに彼を悩ませていたある秘密を妻の雅子に打ち明ける。田代は杉本にも打ち明けるが、雅子からも杉本からも忘れるように諭される。秘密に耐えきれなくなった田代に意外な結末が訪れる。

## キャスト
- 田代勲：（30代）小林桂樹
- 田代雅子：（30代）新珠三千代
- 杉本隆吉：（30代）三橋達也
- 加藤弓子：（30代）草笛光子
- 杉本さゆり：（30代）若林映子
- 田代栄子：（60代）長岡輝子
- マスター：加東大介
- 黒岩：藤木悠
- 平井社長：十朱久雄
- 友田警部（警視庁捜査一課）：稲葉義男
- 川崎夫人：関千恵子
- 生花の先生：一の宮あつ子
- 黒岩の妻：中北千枝子
- 雑誌社社員：伊藤久哉
- 旅館の番頭：佐田豊
- 雑誌社社員：小川安三
- バーテン：黒沢年男
- 雑誌社女性社員：田辺和佳子（小原）、：河美智子（野村）
- 若い男：中山豊、二瓶正也
- 田代広志（田代の息子）：稲吉千春
- 田代まり子（田代の娘）：塩崎景子
- 温泉場の客：河辺昌義、鈴木治夫
- 連れの若い女：浦山珠実
- 看護婦：宮田芳子
- ：大前亘
- 刑事：庄司一郎
- 新婚の夫：佐竹弘行
- 旅館の仲居：矢野陽子
- 連れの若い女：内山みどり
- 新婚の妻：松木路子
- 旅館の仲居：毛利幸子
- 杉本家の家政婦：小野松枝

クレジット順
- 勲に似た男：大塚秀男（ノンクレジット）

## スタッフ
- 製作：藤本真澄、金子正且
- 脚本：井手俊郎
- 原作：エドワード・アタイヤ 『細い線』
- 撮影：福沢康道
- 美術：中古智
- 録音：斎藤昭
- 照明：石井長四郎
- 音楽：林光
- 整音：下永尚
- チーフ助監督：川西正純（クレジット上は監督助手）
- 編集：大井英史
- 現像：キヌタ・ラボラトリー
- 製作担当者：坂本泰明
- スチール：石月美徳（ノンクレジット）
- 監督：成瀬巳喜男

クレジット順

## テレビドラマ
日本では過去に二度テレビドラマ化されている。

### 1981年版
1981年11月3日に日本テレビ系列「火曜サスペンス劇場」枠で放送。映画版同様井手俊郎が脚本を担当。主演は大原麗子。
キャスト
- 大原麗子
- 川崎敬三
- 室田日出男
- 中村晃子
- 宝生あやこ

スタッフ
- 原作 - エドワード・アタイヤ「細い線」
- 脚本 - 井手俊郎
- 音楽 - 佐藤允彦
- 演出 - 山本和夫

| NTV 火曜サスペンス劇場                           | NTV 火曜サスペンス劇場                                                      | NTV 火曜サスペンス劇場                                                        |
| 前番組                                           | 番組名                                                                      | 次番組                                                                        |
| ------------------------------------------------ | --------------------------------------------------------------------------- | ----------------------------------------------------------------------------- |
| 父と子の炎 （原作：小林久三） （1981年10月27日） | 女の中にいる他人 （原作：エドワード・アタイヤ「細い線」） （1981年11月3日） | わが子よ、眠れ! （原作：ジェニー・サベージ「復讐クラブ」） （1981年11月10日） |

### 2017年版
NHK BSプレミアム「プレミアムドラマ」枠にて、2017年1月8日から2月19日まで放送された。全7回。主演は瀬戸朝香。瀬戸と石黒賢は2003年のフジテレビのドラマ『熱烈的中華飯店』以来14年ぶり、中村倫也とは2007年のフジテレビの「土曜ドラマ」枠で放送されたドラマ『ライフ』以来10年ぶりの共演である。
キャスト
- 田沼百合子 - 瀬戸朝香（主婦で二児の母）
- 田沼和男 - 尾美としのり（百合子の夫で会社員）
- 伊東美智子 - 板谷由夏（百合子の友人でワインバー経営者）
- 楠本将文 - 石黒賢（和男の親友）
- 楠本沙織 - 西山繭子（将文の妻）
- 黒木康成 - 甲本雅裕（和男の部下）
- 木村洋二 - 斉藤陽一郎
- 岡本康之 - 弥尋
- 広瀬信也 - 森岡豊（警部補）
- 園山俊 - 中村倫也（美智子の愛人で店のバーテンダー）
- 岩瀬厚一郎 - 宇納佑
- 大森 - 福本伸一（弁護士）
- 田沼初江 - 木野花（和男の母）

スタッフ
- 原作 - 小説『細い線』（エドワード・アタイヤ）、映画『女の中にいる他人』（監督：成瀬巳喜男、脚本：井手俊郎）
- 脚本 - 吉本昌弘、児玉頼子
- 語り - 近藤サト
- 演出 - 塚本連平、本田隆一
- 制作・著作 - NHK、The icon

放送日程
| 各話   | 放送日  | ラテ欄           | 脚本     | 演出     |
| ------ | ------- | ---------------- | -------- | -------- |
| 第1回  | 1月08日 | 夫の不倫と殺人   | 吉本昌弘 | 塚本連平 |
| 第2回  | 1月15日 | 別の顔を見せる女 | 吉本昌弘 | 塚本連平 |
| 第3回  | 1月22日 | 新たな敵の登場!  | 児玉頼子 | 本田隆一 |
| 第4回  | 1月29日 |                  | 吉本昌弘 | 本田隆一 |
| 第5回  | 2月05日 | 主婦に迫る魔の手 | 吉本昌弘 | 本田隆一 |
| 第6回  | 2月12日 | 逃げ道はない!    | 吉本昌弘 | 塚本連平 |
| 最終回 | 2月19日 | 最後に勝つのは誰 | 吉本昌弘 | 塚本連平 |

| NHK BSプレミアム プレミアムドラマ                              | NHK BSプレミアム プレミアムドラマ           | NHK BSプレミアム プレミアムドラマ                                       |
| 前番組                                                         | 番組名                                      | 次番組                                                                  |
| -------------------------------------------------------------- | ------------------------------------------- | ----------------------------------------------------------------------- |
| 山女日記 〜女たちは頂を目指して〜 （2016年11月6日 - 12月18日） | 女の中にいる他人 （2017年1月8日 - 2月19日） | スリル! 黒の章 〜弁護士・白井真之介の大災難 （2017年2月26日 - 3月19日） |